# Österreichische Badmintonmeisterschaft 1970
Die Österreichische Badmintonmeisterschaft 1970 fand in Schwechat statt. Es war die 13. Auflage der Badmintonmeisterschaften von Österreich.

## Titelträger
| Disziplin    | Sieger                                   |
| ------------ | ---------------------------------------- |
| Herreneinzel | Hermann Fröhlich                         |
| Dameneinzel  | Hilde Kreulitsch                         |
| Herrendoppel | Erwin Kirchhofer Karl Klesadl            |
| Damendoppel  | Elisabeth Wieltschnig Ingrid Wieltschnig |
| Mixed        | Hermann Fröhlich Lore König              |